# Campeonato de Wimbledon 1921
La edición 41.º del Campeonato de Wimbledon se celebró entre el 20 de junio y el 2 de julio de 1921 en las pistas del All England Lawn Tennis and Croquet Club de Wimbledon, Londres, Inglaterra.
El cuadro individual masculino lo iniciaron 128 jugadores mientras que el femenino lo iniciaron 56 tenistas.

## Hechos destacados
En la competición individual masculina se impuso el americano Bill Tilden logrando el segundo título que obtendría en el torneo al imponerse en la final al británico Brian Norton.
En la competición individual femenina la victoria fue para la francesa Suzanne Lenglen logrando el tercer título que obtendría en Wimbledon al imponerse a la americana Elizabeth Ryan.

## Palmarés
| Seniors              | Vencedor                       | Resultado                | Finalista                             | Finalista |
| -------------------- | ------------------------------ | ------------------------ | ------------------------------------- | --------- |
| Individual masculino | Bill Tilden                    | 6–3, 6–4, 6–2            | Brian Norton                          |           |
| Individual femenino  | Suzanne Lenglen                | 6–2, 6–0                 | Elizabeth Ryan                        |           |
| Dobles masculino     | Randolph Lycett Max Woosnam    | 3–6, 7–9, 6–4, 6–3, 11–9 | Arthur Lowe Gordon Lowe               |           |
| Dobles femenino      | Suzanne Lenglen Elizabeth Ryan | 6–0, 6–4                 | Winifred Beamish Irene Bowder Peacock |           |
| Dobles mixto         | Elizabeth Ryan Randolph Lycett | 6–4, 6–3                 | Phillis Howkins Max Woosnam           |           |

## Cuadros Finales

### Torneo individual  femenino
| Predecesor: 1920                           | Campeonato de Wimbledon 1921 | Sucesor: 1922                                       |
| Predecesor: Campeonato de Australasia 1921 | Grand Slam 1921              | Sucesor: Campeonato nacional de Estados Unidos 1921 |

- Datos: Q2121875